# 青空ポップ
『青空ポップ』（あおぞらポップ）は、小桜池なつみによる日本の漫画作品。『りぼん』（集英社）にて2006年6月号から2008年6月号まで連載された。

## あらすじ
ファッション雑誌「ラブポップ」の読者モデル、香月織花。父親は名腕のカメラマンの香月葉、今は亡き母親は超が付くほどのカリスマモデルとして名をはせた萩原（旧姓）詩織という、いわばサラブレッド。持ち前の明るさと、あまりに身近だがあまりにも高い目標を胸に、様々な壁を乗り越えていく。また、その中で、天然系お嬢様の才賀エル、闘争心の塊の国見理子、そして自分と同じく、いやそれ以上に萩原詩織を目標とする矢野美都と出会う。
しかし、「人間・萩原詩織」をあまりにも知りすぎた男・葉は、娘が死んだ妻と同じ道を進もうとしていることを快く思っていなかった。だが、モデルとして生きていくんだという織花の決心は変わらなかった。葉に見せ付けたのは、「モデルとして生きていく自分」であり、それが萩原詩織と重なったため、モデルをすることを許可してもらった。その後、モデルとして順調に成長していく織花ではあったが、それと同時にさまざまな試練も待ち受けていたのだ……。

## 登場人物
香月 織花（かづき おりか）
中学3年生の女の子（途中から高校1年生になる）。学業の傍ら、ファッション雑誌「ラブポップ」の読者モデルを務める（その後専属モデルに昇格）。かつて有名なモデルであった亡き母、詩織のようなモデルを目指している。実は、夜遅くまで起きているのが苦手という、モデルにあるまじき欠点を持つ。かわいい服しか任せてもらえておらず、結果かっこいい服のイメージを表現できていなかったが、努力の末表現できるようになる。リハーサルとはいえ、ランウェイで転倒し、服を破るという大失態を犯してしまった。奏多に告白して彼女になっており、血は争えない。5月5日生まれ。血液型はO型。
宮崎 奏多（みやざき かなた）
高校時代、カメラコンテストで優勝した若手カメラマン。織花とは幼なじみで、いつも織花をときには厳しく、ときには優しく見守っている。以前は織花の父・葉のアシスタントをしていた。織花の彼氏だが、これに関しては師匠と同じ道を歩いているといえる。
矢野 遥斗（やの はると）
同年代の女の子に大人気のモデル。中学2年生（途中から中学3年生になる）。常に無表情。織花に気があったようで、何かあるとすぐに奏多の元に向かう織花に苛立っていた。その後織花に告白するが、振られる。現在、積極的なエルの名前をやっと覚えた。
矢野 美都（やの みと）　
落ちついた雰囲気の高校1年生（途中から高校2年生になる）。遥斗の姉。「ラブポップ」の専属カリスマモデル。小学生時代は子役として活動していたが、織花の母・詩織に憧れてモデルになった。オーディションはラブポップ専属モデルになってから、ひとつも落ちたことがない。萩原詩織と同じような、ゆるパーマをかけている。紫英堂HEALのモデルの座を織花との壮絶なデッドヒートの末につかんだが、遥斗の前で、織花の存在感を認めたかのような弱音を吐いてしまった。更なるモデル修行のためにフランスに渡った。デザイナー・糸井と交際していた時期がある。
国見 理子（くにみ りこ）
織花のモデル仲間。織花とは1学年下。気が強く、超がいくらあっても足りないくらいの負けず嫌い。かなり勉強が出来る。髪にパーマをかけているが、学校には「天然パーマです」とシラを切っている。織花に少し冷たい。仲間意識がかなり希薄で、そのような趣旨の発言をするたびに織花を激怒させ、物を投げつけられる。両親と仲がうまくいっていない。しかし、祖母の国見貴子に支えられる。
才賀 エル（さいが エル）
織花のモデル仲間。スペイン人とのハーフ。実は母親は「ラブポップ」の編集長。常に敬語。かなり天然の気あり。あまり人の話を聞かない。さりげなく暴言を吐いては理子の逆鱗に触れまくっている。しかも、言っている本人には悪気が全くないのだからたちが悪い。優しい性格だが、モデル稼業では、それが気の弱さにつながって、仇になることも少なくない。遥斗のことが好きで、アタック中。
香月 葉（かづき よう）
織花の父。元カメラマン。「素顔の」萩原詩織を知りすぎたがゆえに、娘の織花がその亡き妻・詩織と同じ人生を歩むことを恐れ、モデルになることを猛反対していたが、カメラに向かう織花の姿を見て、モデルになることを許可する。
香月 詩織（かづき しおり）
織花の母であり、葉の妻。元カリスマモデル。モデル時代は旧姓である「萩原」を名乗っていた。交通事故で帰らぬ人となる。紫英堂HEALの初代モデル。さらにローズヒップの看板を飾ったことがある。美都や織花をはじめ多くのモデルの憧れであり、大きな影響を与えた。生前の夢は、世界中のランウェイを歩くこと。
仁木（にき）
モデルエージェンシー「Fly」の社長。かなりのやり手だが、ややちゃらんぽらんな面あり。織花の、モデルとしての素質を高く買い、彼女を自分の手元に置くことに成功。いつも変なTシャツを着ている。
北原 怜奈（きたはら れな）
「Fly」と契約後の織花のマネージャーを務める。顔つき・性格ともにややきつい。いい加減なきらいのある仁木に苦言を呈することがあったので、仁木以上のやり手とも考えられる。
永井 ミカ（ながい ミカ）
女優。織花と仲がいい。奏多のことが好きで告白するが、フラれた。
桐原 誠（きりはら まこと）
織花に「前」を見つける手助けをする。詩織の親友だった。終盤で詩織から預かっていた手紙を織花に渡す。
女性ブランド「JEWEL」を所有する株式会社の副社長を務める。かなりの美女で、かつてはモデルであり、大きなランウェイを歩くのが夢であったが、左腕に怪我をし、傷跡が残ったため諦めた。

## 単行本
りぼんマスコットコミックス（集英社）から全5巻。